# Uraz Kıvaner

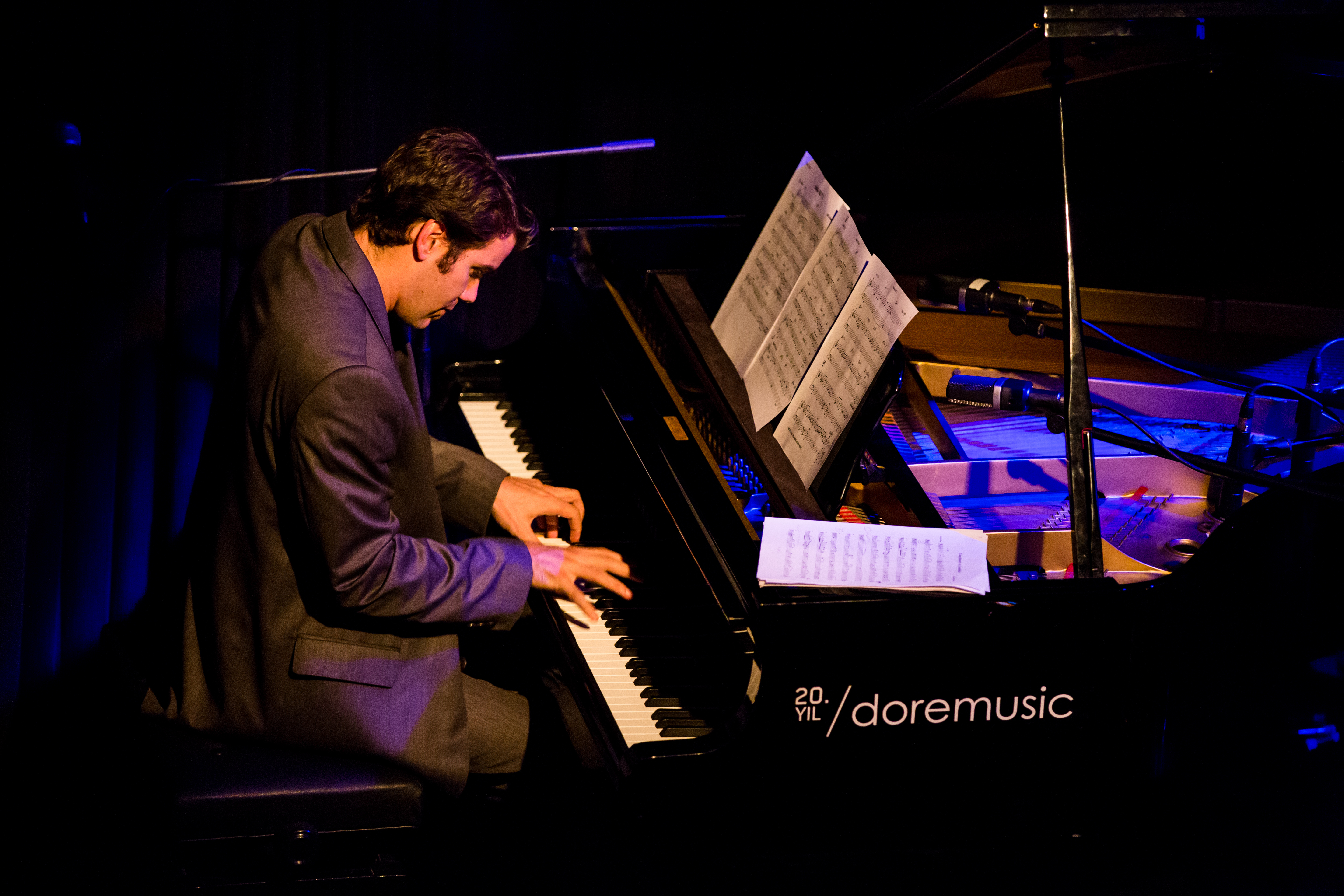
Uraz Kıvaner (2013)

Uraz Kıvaner (* 19. September 1979 in Ankara) ist ein türkischer Jazzmusiker (Piano, auch Gesang, Komposition).

## Leben und Wirken
Kıvaner begann sich im Alter von fünf Jahren für das Klavierspiel zu interessieren. Auf der Anatolian Fine Arts High School in Istanbul wählte er zunächst Bratsche als Hauptinstrument; er spielte als Bratschist in mehreren Orchestern. Dann entdeckte er seine Vorliebe für Jazz und wechselte zum Klavier. Nach seinem Abitur 1999 erhielt er ein Vollstipendium an der Musikfakultät der Istanbul Bilgi Universität, das er 2003 im Fach Jazzpiano abschloss.
Kıvaner hatte Auftritte beim Istanbul International Jazz Festival, Krakow Jazz Festival und bei Jazz na Starowce in Warschau. In den folgenden Jahren tourte er in den USA. 2008 trat er in Istanbul mit Wallace Roney auf, 2010 mit Marlene Mortensen. 2011 spielte er im Quartett von Ozan Musluoğlu. Sein Debütalbum Pieces wurde 2012 beim Label Rec by Saatchi veröffentlicht. Weiterhin arbeitete er mit Lew Tabackin, Monty Waters, Rusty Jones, Scott Steed, Reggie Jackson, Miles Griffith, Tony Jones, Bill Barron, Victor Campbell, Tuna Ötenel, İmer Demirer, Janusz Muniak, Zbigniew Namysłowski, Andrzej Dobrowski, Janusz Kozlowski und den Sängern Sibel Köse, Agnieszka Skrzypek, Agnieszka Wilczyńska, Nuket Ruacan und Janusz Szrom. Zudem ist er auf Alben von Joy Voeth, Ozan Musluoğlu und Önder Focan zu hören.